# Arrondissement Avallon
Arrondissement Avallon je francouzský arrondissement ležící v departementu Yonne v regionu Burgundsko. Člení se dále na 10 kantonů a 149 obcí. Sídlem správy je město Avallon.

## Kantony
- Ancy-le-Franc
- Avallon
- Cruzy-le-Châtel
- Flogny-la-Chapelle
- Guillon
- L'Isle-sur-Serein
- Noyers
- Quarré-les-Tombes
- Tonnerre
- Vézelay